# 関西学院短期大学 (1950-1958)
関西学院短期大学（かんせいがくいんたんきだいがく）は、兵庫県西宮市上ケ原一番町にあった私立短期大学である。1950年に設置されたが、1958年に廃止された。

## 概要

### 大学全体
- 兵庫県西宮市に所在した[2]日本のプロテスタント系私立短期大学で[3]、設置主体は学校法人関西学院[注 1]。
- 国内で最初に認可された短期大学149校[注 2]の1校として、1950年に3学科380名体制で開学した[注 3]。
- 1955年度の入学生を最後に[注釈 3]、短期大学としての使命を終える[10]。
- 当時、受験料は1,000円で入学金が7,000円、授業料は15,000円となっていた[11]。

### 教育および研究
- 関西学院短期大学は外国人教員が多いことから、外国語の教育には力をいれていた様子がうかがえる。

### 学風および特色
- 関西学院短期大学はキリスト教主義に基づいた教育が行われていた[12]。

## 沿革
- 1932年 関西学院専門学校を設置。
- 1949年
  - 10月 文部省[注釈 4]に短期大学[注 4][注 5]の設置認可に関する申請を以下の通り行う[注 6]。
    - 商科 入学定員200
    - 英文科 入学定員100
    - 理工科  入学定員120
- 1950年
  - 3月14日 左記を以て短期大学の設置が文部省[注釈 4]より認可される[19]。但し、以下の通り変更する[20]。
    - 商科 入学定員200
    - 英文科 入学定員100
    - 理工科→応用化学科  入学定員120→80

  - 4月1日 左記を以て関西学院短期大学が上記の学科体制にて開学する[注 7][注 8]。
- 1953年
  - 3月31日 応用化学科が廃止される[1]。
  - 4月1日 専攻科に以下の2専攻を置く[注 9]
    - 英語専攻[注釈 5]
    - 商業専攻[注釈 6]
- 1955年
  - 4月1日 今年度をもって学生募集を終了[注釈 3]。
- 1958年 正式に廃止が認可される[24]。

## 基礎データ

### 所在地
- 兵庫県西宮市上ヶ原一番町[注釈 1]

### 象徴
- 関西学院短期大学のカレッジマークは関西学院大学と同じく三日月をイメージしたものとなっていた[11]。

## 教育および研究

### 組織

#### 学科
- 商科：入学定員200名[25][注 11]
- 英文科：入学定員100名[25][注 13]
- 応用化学科：入学定員80名[27]

#### 専攻科
- 商業専攻[注釈 6]
- 英語専攻[注釈 5]

#### 別科
- なし

#### 取得資格について
- 教職課程として中学校教諭および高等学校教諭免許状それぞれの英語が設けられていた[注 14]。

### 研究
- 「齲齒予防薬に関する研究-関西学院短期大学-関西学院短期大学応用化学科-」[31]
- 『関西学院短期大学商科論叢』[32]

## 大学関係者と組織

### 大学関係者一覧

#### 大学関係者
歴代学長
- 今田恵（1950年4月1日〜1954年3月31日）
- 加藤秀次郎（1954年4月1日〜1958年3月31日）

## 対外関係

### 系列校
- 関西学院大学